# Kokkinóvrachos
Kokkinóvrachos (grec moderne : Κοκκινόβραχος) est une localité située dans le dème d'Oropós, dans le district régional d'Attique-de-l'Est, dans la périphérie d'Attique, en Grèce.
Selon le recensement de 2011, elle compte 195 habitants.